# 艾辛格毀滅之戰
艾辛格毀滅之戰（Destruction of Isengard），是托爾金奇幻小說中土大陸的一場虛構戰役，是魔戒聖戰（War of the Ring）的其中一個重要事件。

## 經歷

### 樹人最後一次進軍
結束了長達三天的樹人會議（Entmoot）後，樹人及野樹人決定進軍白袍巫師薩魯曼的要塞艾辛格。他們在3月2日開始攻擊艾辛格，薩魯曼當時已派遣大軍進攻洛汗（Rohan），只有少量軍隊留守艾辛格。

### 擊垮城牆
艾辛格的軍隊進軍洛汗後，樹人開始向艾辛格的城牆發動進攻。守軍嘗試以弓箭阻擊樹人，但這只會激怒樹人。數分鐘後，樹人毀壞了南面的城牆。正如梅里和皮聘向朋友覆述這般，樹人可揮拳把金屬壓扁，又可以將石頭如麵包皮般撕開。野樹人則在艾辛格外圍，殺死向外逃亡的艾辛格半獸人守軍。對於薩魯曼的人類部下，樹人選擇放他們離去。

### 砍樹人
城牆被摧毀後，一個名為布理加拉德（Bregalad）或快枝的樹人發現了薩魯曼，高呼「砍樹者」。這是因為薩魯曼對法貢森林造成嚴重破壞。樹人追擊薩魯曼，薩魯曼逃進歐散克塔（Orthanc）。薩魯曼使艾辛格的地面噴出火燄，燒灼進入艾辛格的樹人。一名叫柏骨的樹人不幸被燃燒的液體火燄淋到，柏骨之死徹底激怒了樹人。在稍後覆述艾辛格毀滅之戰給同伴的哈比人梅里雅達克·烈酒鹿（Meriadoc Brandybuck）及皮瑞格林·圖克（Peregrin Took）曾說，樹人的怒火足以震碎石頭。樹人摧毀了艾辛格的所有建築物，但卻對堅固無比的歐散克塔無可奈何。

### 淹沒艾辛格
經過樹人商議後，他們決定發動新一輪進攻。樹人挖掘溝渠，破壞艾辛格的水壩，將艾辛河（Isen）改道，使河水灌進艾辛格盤地，淹沒了艾辛格。此時，對艾辛格的毀壞已完畢，薩魯曼被困在歐散克塔內。

## 後果
薩魯曼在聖盔谷之戰（Battle of the Hornburg）失敗，加上艾辛格被摧毀，解除了薩魯曼在西方的軍事威脅，但薩魯曼那具有說服力的聲音仍然可以造成破壞。如果艾辛格未被破壞，艾辛格守軍可以依賴堅不可摧的城牆抵抗攻擊，直至薩魯曼恢復其戰力。

## 創作
小說作者托爾金曾透露樹人摧毀艾辛格是表達了他對馬克白（Macbeth）的失望。

## 影響
- 樂隊The Fall of Troy的一首歌曲「樹人最後一次進軍」正是指這事件。